# シェンゲリ・ピツヘラウリ
シェンゲリ・ピツヘラウリ（Shengeli Pitskhelauri　1946年8月24日- ）は、旧ソビエト連邦の柔道選手。ジョージア出身。階級は軽量級。現在はジョージア国内オリンピック委員会のアンチ・ドーピング部門の責任者を務めている。

## 人物
1966年のヨーロッパジュニア軽量級で3位になった。1971年のヨーロッパ選手権では2位に入った。しかし、1972年のミュンヘンオリンピックには出場できなかった。1973年のヨーロッパ選手権でも2位になると、世界選手権では銅メダルを獲得した。1975年のヨーロッパ選手権でも2位だったが、世界選手権では5位に終わった。1976年のモントリオールオリンピックには出場できなかった。

## 主な戦績
- 1966年 - ヨーロッパジュニア　3位
- 1971年 - ヨーロッパ選手権　2位
- 1973年 - ソ連国際　優勝
- 1973年 - ヨーロッパ選手権　2位
- 1973年 - 世界選手権　3位
- 1975年 - ヨーロッパ選手権　2位
- 1975年 - 世界選手権　5位